# Set You Free
Set You Free é o nono álbum de estúdio do cantor norte-americano Gary Allan, lançado a 10 de Setembro de 2013 através da MCA Nashville. O disco estreou na primeira posição da Billboard 200 dos Estados Unidos com 106 mil cópias vendidas, sendo o primeiro na carreira do artista a conseguir tal feito.

## Desempenho nas tabelas musicais

### Posições
| Tabela musical (2013)                     | Melhor posição |
| ----------------------------------------- | -------------- |
| Canadá - Canadian Albums                  | 13             |
| Estados Unidos - Billboard 200            | 1              |
| Estados Unidos - Billboard Country Albums | 1              |